# Pseudapis algeriensis
Pseudapis algeriensis is een vliesvleugelig insect uit de familie Halictidae. De wetenschappelijke naam van de soort is voor het eerst geldig gepubliceerd in 1976 door Warncke.